# 松岡インターチェンジ
松岡インターチェンジ（まつおかインターチェンジ）は、福井県吉田郡永平寺町松岡吉野にある中部縦貫自動車道（永平寺大野道路）のインターチェンジである。大野市方面とのハーフIC。
中部縦貫自動車道は、福井北JCT・ICでは北陸道とのみ接続しているので、大野方面から一般道へ流出する場合は当ICで降りなければならない。

## 道路
- E67 中部縦貫自動車道（永平寺大野道路）

## 接続する道路
- 国道416号（吉野堺バイパス） - 国道8号・福井方面
- 福井県道165号京善原目線 - 福井県道113号稲津松岡線永平寺町役場方面

## 歴史
- 1993年（平成5年）6月1日 : 松岡IC（当時の名称は暫定的に松岡出入口） - 永平寺参道IC（当時の名称は暫定的に永平寺西IC）間開通に伴い、供用開始。当時は現在の本線松岡高架橋敷地に福井県道113号稲津松岡線交点と越坂トンネルを結ぶ平面路があった。
- 2015年（平成27年）
  - 1月26日 : IC名称が「松岡出入口（仮称）」から「松岡IC」に正式決定[1][2]。（ただしIC名を示す標識は、上志比・大野方面延伸に伴う、同IC改築工事完成の際に取り付けられた。）
  - 3月1日 : 福井北JCT・IC - 永平寺参道IC間開通[1][2]。

## 隣
E67 中部縦貫自動車道（永平寺大野道路）
永平寺参道IC - 松岡IC - （福井北JCT・IC）